# Маврикий на летних Олимпийских играх 1996
Маврикий принимал участие в Летних Олимпийских играх 1996 года в Сиднее (Австралия) в четвёртый раз за свою историю, но не завоевал ни одной медали. Сборную страны представляли 5 женщин.

## Состав и результаты олимпийской сборной Маврикия

### Бокс
| Соревнование  | Спортсмены                    | 1-й раунд                     | 2-й раунд            | Четвертьфинал        | Полуфинал            | Финал                | Место |
| Соревнование  | Спортсмены                    | Соперник Результат            | Соперник Результат   | Соперник Результат   | Соперник Результат   | Соперник Результат   | Место |
| ------------- | ----------------------------- | ----------------------------- | -------------------- | -------------------- | -------------------- | -------------------- | ----- |
| до 51 кг      | Ричард Суни                   | Альберт Пакеев (RUS) пор. 1-8 | Завершил выступление | Завершил выступление | Завершил выступление | Завершил выступление |       |
| до 54 кг      |                               |                               |                      |                      |                      |                      |       |
| Стив Нариана  | Джон Ноласко (DOM) пор. 14-18 | Завершил выступление          | Завершил выступление | Завершил выступление | Завершил выступление |                      |       |
| до 57 кг      |                               |                               |                      |                      |                      |                      |       |
| Джосиан Лебон | Сердар Ягли (TUR) поб. 9-8    | Пабло Чакон (ARG) пор. 9-14   | Завершил выступление | Завершил выступление | Завершил выступление |                      |       |